# Мокотув
Моко́тув (пол. Mokotów) — район, або дільниця (пол. dzielnica), розташований у південній частині Варшави. Площа дільниці Мокотув становить 35,4 км2 (одна з найбільших за площею дільниць Варшави), приблизно такою ж площа дільниці була перед початком Другої світової війни.

## Історія
Перші поселення на території дільниці Мокотув з'явилися ще у XII столітті. У 1367 вперше згадується в документах, назву дільниці (тоді — ще села) пов'язують з іменем власника, вихідця з Пруссії Мокото. У 1655–1657 село було знищене в ході Шведської війни; відтоку населення з Мокотува, крім цього, сприяв також економічний спадок у Польщі. У XVIII столітті Мокотув почав розвиватися та розбудовуватися, виникали палаци, сади та будинки поміщиків. У 1881 було пущено кінний трамвай, який століття потому, у 1909, замінили електричним. У 1883 через спорудження укріплень довкола Варшави розбудова Мокотува була обмежена. У 1916 Мокотув разом з ґміною Вілянув увійшов до складу Варшави.
Під час Другої світової війни на території Мокотовського форту, форту на Садибі, форту під Крулікарнею, вулиць Бельведерської та Хелмської відбувалися жорстокі бої з військами Третього Рейху.
Після повалення соціалістичного ладу в Польщі, у 1989–1990 Мокотув разом з іншими ґмінами отримав самоуправління. До складу ґміни Варшава-Мокотув були включені Урсинув та Вілянув.
19 червня 1994 територія Варшави була поділена на 11 ґмін, дільниця Мокотув була включена до складу ґміни Варшава-Центр.
6 квітня 2002 внаслідок чергової докорінної зміни адміністративного поділу Варшави (ліквідація ґмін на території Варшави та впровадження єдиної ґміни на території всього міста) дільниця Мокотув разом з іншими 18 дільницями була підвищена у статусі та почала підпорядковуватися безпосередньо Варшаві.

## Географія
Дільниця Мокотув розташована на півдні Варшави та на лівому березі Вісли. Межує з сімома дільницями. Дільниці, з якими межує Мокотув:
- Вілянув (пол. Wilanów)
- Урсинув (пол. Ursynów)
- Вавер (пол. Wawer)
- Влохи (пол. Włochy)
- Охота (пол. Ochota)
- Середмістя (пол. Śródmieście)
- Прага-Полуднє (пол. Praga-Południe)

## Демографія
Станом на 1 січня 2024 у Мокотуві мешкало 225 519 осіб

## Пам'ятки архітектури
- Церква св. Антонія Падевського
- Палац Шустера
- Крулікарня
- Жовтий трактир (нині Музей історії Польського народного руху)
- будинки на площі Люблінської унії